# Vòng loại Giải vô địch bóng đá nữ thế giới 2011 (UEFA)
Liên đoàn bóng đá châu Âu được chia 4,5 suất tham dự vòng chung kết giải vô địch bóng đá nữ thế giới 2011. 41 quốc gia và vùng lãnh thổ thành viên đã đăng ký tham dự. Vòng loại được tiến hành từ tháng 3 năm 2009 đến tháng 8 năm 2010. 4 đội vượt qua vòng đấu play-off sẽ cùng chủ nhà Đức dự vòng loại. Còn đội thắng play-off II (thua play-off I nhưng thắng play-off II) sẽ phải đấu play-off với đội giành giải ba Cúp vàng nữ CONCACAF 2010 để giành vé vào vòng loại.

## Thể thức thi đấu
41 đội được chia làm 8 bảng gồm 1 bảng có 6 đội và 7 bảng có 5 đội. Các đội xếp đầu mỗi bảng phải đấu play-off I để giành quyền vào vòng chung kết.

## Vòng 1

### Phân loại hạt giống
Việc xếp loại hạt giống dựa vào kết quả vòng loại World Cup 2007 và EURO 2009. Có, nhóm hạt giống, mỗi nhóm gồm tám đội trừ nhóm số E có 9 đội và cung cấp hai đội cho bảng 1.
| Nhóm A                                                        | Nhóm B                                                                                          | Nhóm C                                                               | Nhóm D                                                                               | Nhóm E |
| ------------------------------------------------------------- | ----------------------------------------------------------------------------------------------- | -------------------------------------------------------------------- | ------------------------------------------------------------------------------------ | --- |
| Thụy Điển · Na Uy · Đan Mạch · Anh · Pháp · Nga · Ukraina · Ý | Phần Lan · Iceland · Tây Ban Nha · Cộng hòa Séc · Hà Lan · Scotland · Cộng hòa Ireland · Ba Lan | Thụy Sĩ · Áo · Serbia · Belarus · Bỉ · Hy Lạp · Bồ Đào Nha · Hungary | Slovenia · Slovakia · Israel · Wales · România · Bắc Ireland · Thổ Nhĩ Kỳ · Bulgaria | Croatia · Armenia · Bosna và Hercegovina · Kazakhstan · Azerbaijan · Estonia · Malta · Bắc Macedonia · Gruzia |

| Ghi chú                               |
| ------------------------------------- |
| Các đội giành quyền đấu trận play-off |

### Bảng 1
| Đội         | Tr | T  | H | B | BT | BB | HS  | Đ  |
| ----------- | -- | -- | - | - | -- | -- | --- | -- |
| Pháp        | 10 | 10 | 0 | 0 | 50 | 0  | +50 | 30 |
| Iceland     | 10 | 8  | 0 | 2 | 33 | 3  | +30 | 24 |
| Bắc Ireland | 10 | 3  | 2 | 5 | 8  | 16 | −8  | 11 |
| Estonia     | 10 | 3  | 1 | 6 | 7  | 44 | −37 | 10 |
| Serbia      | 10 | 2  | 3 | 5 | 7  | 19 | −12 | 9  |
| Croatia     | 10 | 0  | 2 | 8 | 4  | 27 | −23 | 2  |

|             | Croatia | Estonia | Pháp | Iceland | Bắc Ireland | Serbia |
| ----------- | ------- | ------- | ---- | ------- | ----------- | ------ |
| Croatia     | –       | 0–3     | 0–7  | 0–3     | 0–1         | 1–2    |
| Estonia     | 1–1     | –       | 0–6  | 0–5     | 2–1         | 1–0    |
| Pháp        | 3–0     | 12–0    | –    | 2–0     | 6–0         | 7–0    |
| Iceland     | 3–0     | 12–0    | 0–1  | –       | 2–0         | 5–0    |
| Bắc Ireland | 3–1     | 3–0     | 0–4  | 0–1     | –           | 0–0    |
| Serbia      | 1–1     | 4–0     | 0–2  | 0–2     | 0–0         | –      |

### Bảng 2
| Đội           | Tr | T | H | B | BT | BB | HS  | Đ  |
| ------------- | -- | - | - | - | -- | -- | --- | -- |
| Na Uy         | 8  | 7 | 1 | 0 | 39 | 2  | +37 | 22 |
| Hà Lan        | 8  | 5 | 2 | 1 | 30 | 7  | +23 | 17 |
| Belarus       | 8  | 4 | 1 | 3 | 17 | 14 | +3  | 13 |
| Slovakia      | 8  | 2 | 0 | 6 | 15 | 13 | +2  | 6  |
| Bắc Macedonia | 8  | 0 | 0 | 8 | 3  | 68 | −65 | 0  |

|               | Belarus | Bắc Macedonia | Hà Lan | Na Uy | Slovakia |
| ------------- | ------- | ------------- | ------ | ----- | -------- |
| Belarus       | –       | 6–0           | 0–4    | 0–5   | 2–0      |
| Bắc Macedonia | 1–6     | –             | 0–7    | 0–7   | 1–6      |
| Hà Lan        | 1–1     | 13–1          | –      | 2–2   | 2–0      |
| Na Uy         | 3–0     | 14–0          | 3–0    | –     | 1–0      |
| Slovakia      | 0–2     | 9–0           | 0–1    | 0–4   | –        |

### Bảng 3
| Đội      | Tr | T | H | B | BT | BB | HS  | Đ  |
| -------- | -- | - | - | - | -- | -- | --- | -- |
| Đan Mạch | 8  | 6 | 2 | 0 | 45 | 0  | +45 | 20 |
| Scotland | 8  | 6 | 1 | 1 | 24 | 5  | +19 | 19 |
| Hy Lạp   | 8  | 3 | 0 | 5 | 11 | 20 | −9  | 9  |
| Bulgaria | 8  | 2 | 2 | 4 | 9  | 25 | −16 | 8  |
| Gruzia   | 8  | 0 | 1 | 7 | 3  | 42 | −39 | 1  |

|          | Bulgaria | Đan Mạch | Gruzia | Hy Lạp | Scotland |
| -------- | -------- | -------- | ------ | ------ | -------- |
| Bulgaria | –        | 0–0      | 5–0    | 0–1    | 0–5      |
| Đan Mạch | 9–0      | –        | 15–0   | 7–0    | 0–0      |
| Gruzia   | 1–1      | 0–7      | –      | 0–3    | 1–3      |
| Hy Lạp   | 1–2      | 0–6      | 5–0    | –      | 0–1      |
| Scotland | 8–1      | 0–1      | 3–1    | 4–1    | –        |

### Bảng 4
| Đội                  | Tr | T | H | B | BT | BB | HS  | Đ  |
| -------------------- | -- | - | - | - | -- | -- | --- | -- |
| Ukraina              | 8  | 5 | 2 | 1 | 24 | 9  | +15 | 17 |
| Ba Lan               | 8  | 5 | 1 | 2 | 18 | 9  | +9  | 16 |
| Hungary              | 8  | 4 | 3 | 1 | 15 | 10 | +5  | 15 |
| România              | 8  | 2 | 2 | 4 | 14 | 13 | +1  | 8  |
| Bosna và Hercegovina | 8  | 0 | 0 | 8 | 0  | 30 | −30 | 0  |

|                      | Bosna và Hercegovina | Hungary | Ba Lan | România | Ukraina |
| -------------------- | -------------------- | ------- | ------ | ------- | ------- |
| Bosna và Hercegovina | –                    | 0–2     | 0–4    | 0–5     | 0–5     |
| Hungary              | 2–0                  | –       | 4–2    | 1–1     | 1–1     |
| Ba Lan               | 1–0                  | 0–0     | –      | 2–0     | 4–1     |
| România              | 4–0                  | 2–3     | 1–4    | –       | 0–0     |
| Ukraina              | 7–0                  | 4–2     | 3–1    | 3–1     | –       |

### Bảng 5
| Đội         | Tr | T | H | B | BT | BB | HS  | Đ  |
| ----------- | -- | - | - | - | -- | -- | --- | -- |
| Anh         | 8  | 7 | 1 | 0 | 30 | 2  | +28 | 22 |
| Tây Ban Nha | 8  | 6 | 1 | 1 | 37 | 4  | +33 | 19 |
| Áo          | 8  | 3 | 1 | 4 | 14 | 12 | +2  | 10 |
| Thổ Nhĩ Kỳ  | 8  | 2 | 1 | 5 | 10 | 23 | −13 | 7  |
| Malta       | 8  | 0 | 0 | 8 | 1  | 51 | −50 | 0  |

|             | Áo  | Anh | Malta | Tây Ban Nha | Thổ Nhĩ Kỳ |
| ----------- | --- | --- | ----- | ----------- | ---------- |
| Áo          | –   | 0–4 | 6–0   | 0–1         | 4–0        |
| Anh         | 3–0 | –   | 8–0   | 1–0         | 3–0        |
| Malta       | 0–2 | 0–6 | –     | 0–13        | 0–2        |
| Tây Ban Nha | 2–0 | 2–2 | 9–0   | –           | 5–1        |
| Thổ Nhĩ Kỳ  | 2–2 | 0–3 | 5–1   | 0–5         | –          |

### Bảng 6
| Đội              | Tr | T | H | B | BT | BB | HS  | Đ  |
| ---------------- | -- | - | - | - | -- | -- | --- | -- |
| Thụy Sĩ          | 8  | 7 | 0 | 1 | 28 | 6  | +22 | 21 |
| Nga              | 8  | 6 | 1 | 1 | 30 | 6  | +24 | 19 |
| Cộng hòa Ireland | 8  | 4 | 1 | 3 | 12 | 10 | +2  | 13 |
| Israel           | 8  | 2 | 0 | 6 | 4  | 24 | −20 | 6  |
| Kazakhstan       | 8  | 0 | 0 | 8 | 4  | 32 | −28 | 0  |

|                  | Israel | Kazakhstan | Cộng hòa Ireland | Nga | Thụy Sĩ |
| ---------------- | ------ | ---------- | ---------------- | --- | ------- |
| Israel           | –      | 1–0        | 0–3              | 1–6 | 1–2     |
| Kazakhstan       | 0–1    | –          | 1–2              | 0–6 | 2–4     |
| Cộng hòa Ireland | 3–0    | 2–1        | –                | 1–1 | 1–2     |
| Nga              | 4–0    | 8–0        | 3–0              | –   | 0–3     |
| Thụy Sĩ          | 6–0    | 8–0        | 2–0              | 1–2 | –       |

### Bảng 7
| Đội        | Tr | T | H | B | BT | BB | HS  | Đ  |
| ---------- | -- | - | - | - | -- | -- | --- | -- |
| Ý          | 8  | 7 | 1 | 0 | 38 | 3  | +35 | 22 |
| Phần Lan   | 8  | 6 | 1 | 1 | 25 | 6  | +19 | 19 |
| Bồ Đào Nha | 8  | 4 | 0 | 4 | 17 | 10 | +7  | 12 |
| Slovenia   | 8  | 2 | 0 | 6 | 7  | 27 | −20 | 6  |
| Armenia    | 8  | 0 | 0 | 8 | 1  | 42 | −41 | 0  |

|            | Armenia | Phần Lan | Ý   | Bồ Đào Nha | Slovenia |
| ---------- | ------- | -------- | --- | ---------- | -------- |
| Armenia    | –       | 0–4      | 0–8 | 0–3        | 1–5      |
| Phần Lan   | 7–0     | –        | 1–3 | 4–1        | 4–1      |
| Ý          | 7–0     | 1–1      | –   | 2–0        | 6–0      |
| Bồ Đào Nha | 7–0     | 0–1      | 1–3 | –          | 1–0      |
| Slovenia   | 1–0     | 0–3      | 0–8 | 0–4        | –        |

### Bảng 8
| Đội          | Tr | T | H | B | BT | BB | HS  | Đ  |
| ------------ | -- | - | - | - | -- | -- | --- | -- |
| Thụy Điển    | 8  | 7 | 1 | 0 | 36 | 3  | +33 | 22 |
| Cộng hòa Séc | 8  | 4 | 1 | 3 | 19 | 6  | +13 | 13 |
| Bỉ           | 8  | 3 | 1 | 4 | 18 | 13 | +5  | 10 |
| Wales        | 8  | 3 | 0 | 5 | 23 | 16 | +7  | 9  |
| Azerbaijan   | 8  | 1 | 1 | 6 | 2  | 60 | −58 | 4  |

|              | Azerbaijan | Bỉ  | Cộng hòa Séc | Thụy Điển | Wales |
| ------------ | ---------- | --- | ------------ | --------- | ----- |
| Azerbaijan   | –          | 0–0 | 0–5          | 0–3       | 2–1   |
| Bỉ           | 11–0       | –   | 0–3          | 1–4       | 2–3   |
| Cộng hòa Séc | 8–0        | 1–2 | –            | 0–1       | 2–1   |
| Thụy Điển    | 17–0       | 2–1 | 0–0          | –         | 5–1   |
| Wales        | 15–0       | 0–1 | 2–0          | 0–4       | –     |

## Vòng play-off
Vòng play-off gồm hai phần:
Phần thứ nhất là vòng loại trực tiếp vào vòng chung kết World Cup 2011. Tám đội được bốc thăm chia cặp thi đấu hai lượt - đội thắng của mỗi cặp sẽ giành vé tới Đức.
Phần thứ hai là vòng loại tranh suất dự trận play-off UEFA-CONCACAF. Bốn đội thua vòng play-off trực tiếp được bốc thăm chia cặp thi đấu hai lượt, sau đó hai đội thắng sẽ tiếp tục đối đầu trận play-off thứ hai để tìm ra đội thi đấu với đội thứ ba CONCACAF nhằm tìm kiếm cơ hội cuối cùng dự World Cup 2011.
Việc xếp hạt giống bốc thăm vòng play-off dựa trên kết quả ở vòng loại này cộng với thành tích tại EURO 2009.
| Chú thích                |
| ------------------------ |
| Đội hạt giống            |
| Đội không phải hạt giống |

| Bảng | Đội       | Hệ số phân hạt giống |
| ---- | --------- | -------------------- |
| 8    | Thụy Điển | 2,875                |
| 1    | Pháp      | 2,833                |
| 2    | Na Uy     | 2,750                |
| 5    | Anh       | 2,625                |
| 3    | Đan Mạch  | 2,563                |
| 7    | Ý         | 2,500                |
| 4    | Ukraina   | 2,250                |
| 6    | Thụy Sĩ   | 2,000                |

### Vòng play-off trực tiếp
| Đội 1     | TTS | Đội 2    | Lượt đi | Lượt về |
| --------- | --- | -------- | ------- | ------- |
| Pháp      | 3–2 | Ý        | 0–0     | 3–2     |
| Anh       | 5–2 | Thụy Sĩ  | 2–0     | 3–2     |
| Ukraina   | 0–3 | Na Uy    | 0–1     | 0–2     |
| Thụy Điển | 4–3 | Đan Mạch | 2–1     | 2–2     |

### Vòng play-off I
Các đội thua vòng trước gặp nhau theo hai cặp vào các ngày 2 và 6 tháng 10. Đội thắng bước vào vòng sau.
| Đội 1    | TTS | Đội 2   | Lượt đi | Lượt về |
| -------- | --- | ------- | ------- | ------- |
| Đan Mạch | 1–3 | Thụy Sĩ | 1–3     | 0–0     |
| Ukraina  | 0–3 | Ý       | 0–3     | 0–0     |

### Vòng play-off II
| Đội 1 | TTS | Đội 2   | Lượt đi | Lượt về |
| ----- | --- | ------- | ------- | ------- |
| Ý     | 5–2 | Thụy Sĩ | 1–0     | 4–2     |

Ý thắng với tổng tỉ số 5–2 và tiến vào trận play-off UEFA-CONCACAF.